# Manuel Izquierdo
Pour les articles homonymes, voir Izquierdo.
Manuel Izquierdo,, né en 1910 à Santa Coloma de Gramenet et mort à une date inconnue, est un coureur cycliste espagnol. Il évolue au niveau professionnel durant les années 1930 et 1940.

## Biographie
En 1936, Manuel Izquierdo se classe septième du Tour de Catalogne, tout en ayant terminé deuxième d'une étape à Valls. Il porte alors les couleurs de l'AC Montjuïc. La même année, il participe à son premier Tour d'Espagne. 
Lors de la saison 1941, il remporte la Subida a la Cuesta de Santo Domingo à Pampelune. Il finit par ailleurs dixième du Tour d'Espagne, dans une édition majoritairement disputée par des coureurs locaux. 

## Palmarès
- 1936
  - 2e de Jaca-Barcelona
- 1940
  - 2e du Circuito de la Ribera de Jalón
- 1941
  - Subida a la Cuesta de Santo Domingo
  - 10e du Tour d'Espagne

## Résultats sur les grands tours

### Tour d'Espagne
2 participations
- 1936 : abandon (11e étape[4])
- 1941 : 10e